# Schuyler Wheeler
Pour les articles homonymes, voir Wheeler.
Schuyler Wheeler est un ingénieur en électronique américain, né à New York le 17 mai 1860 et mort à Manhattan le 20 avril 1923.
Il est connu comme l'inventeur du ventilateur électrique et pour d'autres innovations dans le domaine de l'électricité.